# هنري ألبرت هارتمان
هنري ألبرت هارتمان (بالفرنسية: Henri Hartmann)‏‏ (16 يونيو 1860 في باريس - 1 يناير 1952 في باريس) جراح من فرنسا.

## الجوائز
- وسام جوقة الشرف من رتبة ضابط أكبر